# Vilda barn

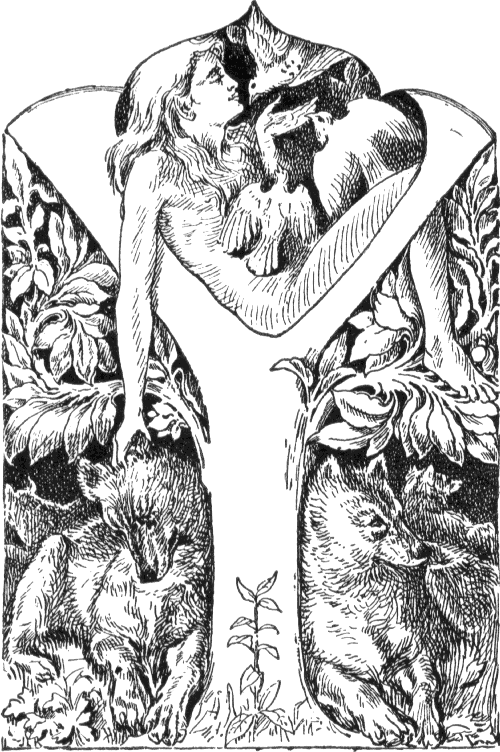
Mowgli är ett fiktivt vilt barn ur Rudyard Kiplings Djungelboken.

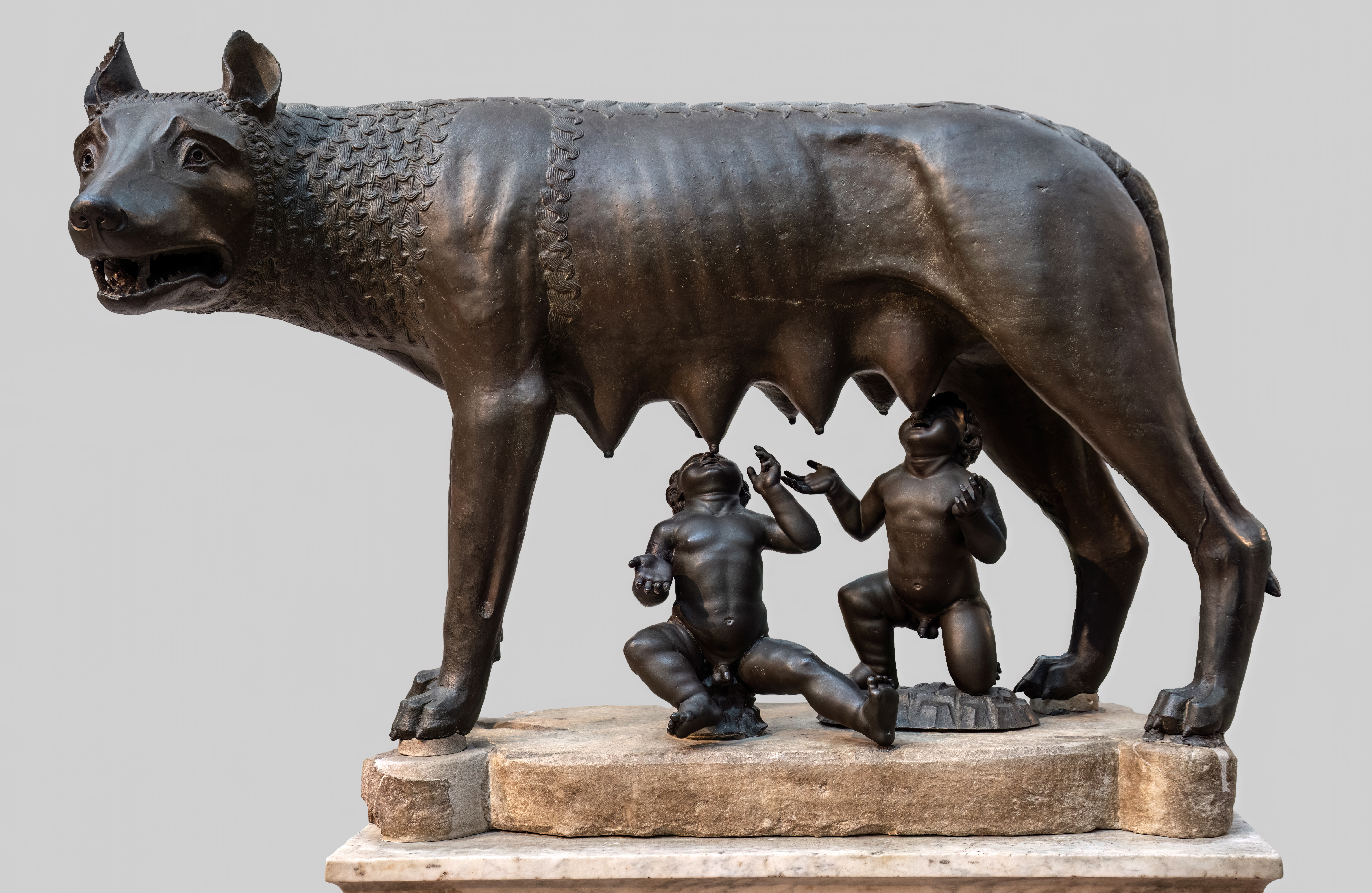
Romulus och Remus uppfostrades enligt legenden av en varghona.

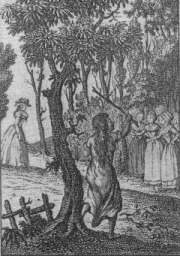
Marie-Angélique Memmie Le Blanc.

Vilda barn (vargbarn) är människor som från unga år vuxit upp utan mänsklig kontakt, ofta uppfostrade av djur. 
Vissa djur kan om de förlorar sina ungar reagera genom att uppfostra ungar av helt andra arter som sina egna, hundar som tar sig an ekorrar till exempel.[källa behövs]
Det händer då och då att föräldrar spärrar in sitt barn i ett litet utrymme och låter det växa upp utan annan mänsklig kontakt än föräldrarnas. Detta påverkar deras utveckling mycket negativt ("sensorisk deprivation"). Det har också förekommit att föräldrar har satt ut oönskade barn i skogen eller ödemarken för att dö, så kallad utsättning.

## Exempel ur historien
Det mest kända fallet av vilt barn är Kaspar Hauser, som tillbringade det första decenniet av sitt liv i en liten mörk cell i början av 1800-talet. Werner Herzog gjorde en film av Hausers öde år 1974, Kaspar Hauser – var och en för sig och Gud mot alla.
Ett annat exempel på denna typ av torterade barn är Genie, en 13-åriga flicka, som hittades år 1970 i Los Angeles, USA. Hon hade spärrats in av sin far och fått växa upp totalt isolerad i ett rum, vilket gjort henne allvarligt skadad och oförmögen att tala.

### Mytiska och fiktiva exempel
Genom den mänskliga historien har många berättelser om barn som vuxit upp bland djur cirkulerat, inte minst myten om staden Roms grundare Romulus och Remus, som uppfostrades av en varghona. Rudyard Kipling skriver om den övergivna människoungen Mowgli, och Edgar Rice Burroughs om Tarzan som uppfostrades av apor.

### Victor från Aveyron
Men det finns faktiskt välbelagda fall av sådana barn. En av dem kallades Victor från Aveyron och upptäcktes vid tiden för den franska revolutionen. Han togs om hand av läkarstudenten Jean-Marc Itard, som försökte civilisera pojken, med klent resultat. Victors historia togs upp av regissören François Truffaut i hans film Vilden (L'Enfant sauvage) från 1970.

### Indien 1920
Missionären J A L Singh hittade år 1920 vid Midnapore i Indien två flickor som levt med vargar. De fick namnen Kamala och Amala, och Singh beskriver hur han personligen var med och grävde ut håligheterna där flickorna hittades. Berättelsen finns återgiven i Singhs bok Wolf-Children and Feral Man från år 1939. Dessa fall har dock visat sig vara en bluff från Singhs sida och de båda flickorna var födda med fysiska och mentala handikapp. 

### Spanien 1950-talet
Marcos Rodríguez Pantoja (ca. 1946, Sierra Morena, Spanien) är känd för att vara ett av få dokumenterade fall. Han levde under 12 år tillsammans med vargar tills han var 19 i södra Spaniens bergstrakter.

### Abruzzibergen 1971
År 1971 hittade herdar en femårig pojke, som fick namnet Rocco, i Abruzzi-bergen i Italien. Rocco hade växt upp med vargar eller getter.

### Sri Lanka 1973
År 1973 upptäckte man Tissa, en pojke som växt upp med apor vid byn Tissamaharama på Sri Lanka.

### Ryssland och Ukraina under 1990-talet
Ett mer nutida fall tilldrog sig i Moskva. Ivan Misjukov rymde hemifrån vid fyra års ålder år 1996 och "adopterades" av en flock vilda hundar som vildsint försvarade honom i två års tid. På 1990-talet fick världen vetskap om ett liknande fall i form av Oksana Malaja, en flicka som levt största delen av sina åtta första år med hundar i Ukraina.

### Kambodja 2007
13 januari 2007 hittas en kvinna i den kambodjanska djungeln. Hon tros vara identisk med Rochom P'ngieng som försvann som åttaåring 1988.
Gemensamt för de här barnen är att de har mycket svårt att anpassa sig till samhället och kan inte ens lära sig tala, eftersom de tillbringat den kritiska perioden då man tillägnar sig språk isolerade från mänsklig kontakt och/eller bland djur.